# Crorema mentiens
Crorema mentiens är en fjärilsart som beskrevs av Walker 1855. Crorema mentiens ingår i släktet Crorema och familjen tofsspinnare. Inga underarter finns listade i Catalogue of Life.